# Резолюция Совета Безопасности ООН 1098
Резолюция Совета Безопасности Организации Объединённых Наций 1098 (код — S/RES/1098), принятая 27 февраля 1997 года, подтвердив резолюцию 696 (1991) и все последующие резолюции по Анголе, Совет продлил мандат третьей Ангольской контрольной миссии ООН (UNAVEM III) до 31 марта 1997 года.
В резолюции отмечалось, что формирование правительства национального единства и примирения вновь откладывается, поскольку УНИТА не соблюдает установленный график в контексте Лусакского протокола. Реализация политических и военных аспектов мирных соглашений также задерживается, и подчеркивается важность выполнения УНИТА своих обязательств.
Продлив мандат UNAVEM III, Совет призвал правительство Анголы и УНИТА решить остающиеся вопросы и создать правительство национального единства и примирения, попросив Генерального секретаря Кофи Аннана доложить к 20 марта 1997 года о прогрессе, достигнутом в этом отношении.
Совет Безопасности выразил готовность ввести меры против УНИТА, описанные в Резолюции 864 (1993), и подчеркнул, что усилия Специального представителя Генерального секретаря совместно с Совместной комиссией имеют важное значение для мирного процесса.